# Prexer
PREXER Sp. z o.o. – polskie przedsiębiorstwo technologiczne, istniejące od 1950 roku w Łodzi, zajmujące się tworzeniem i produkcją wyrobów o przeznaczeniu militarnym. Swoją największą popularność firma zdobyła w czasach Polski Ludowej jako główny producent krajowy sprzętu kinematograficznego, działając w ramach zjednoczenia Predom.
Przedsiębiorstwo, od czasu jego założenia, nosiło następujące nazwy:
- 1950-1974: Łódzkie Zakłady Kinotechniczne
- 1974-1990: Łódzkie Zakłady Kinotechniczne „PREXER”
- od 1992: PREXER Sp. z o.o.

## Historia

### Czasy PRL
Początki przedsiębiorstwa PREXER sięgają okresu II wojny światowej, kiedy to w 1944 roku utworzono Oddział Filmowy przy 1. Dywizji Piechoty im. Tadeusza Kościuszki LWP i Dział Fabrykacji przy Czołówce Filmowej Wojska Polskiego. Następnie wszystko wcielono do utworzonego 13 listopada 1945 roku Przedsiębiorstwa Państwowego „Film Polski”, aby z dniem 1 stycznia 1950 utworzyć samodzielne państwowe Łódzkie Zakłady Kinotechniczne, będące przez wiele lat jedynym polskim producentem projektorów filmowych.
Powstanie ŁZK, wraz z utworzeniem w Łodzi Wytwórni Filmów Fabularnych, Wytwórni Filmów Oświatowych oraz Państwowej Wyższej Szkoły Filmowej, stanowiły punkt zwrotny dla rozwoju miasta, czyniąc z Łodzi stolicę polskiej kinematografii.
W 1974 roku do nazwy ŁZK został dodany człon „PREXER”, a przedsiębiorstwo zostało wcielone do Zjednoczenia Przemysłu Precyzyjnego „Predom”.

### III RP
W wyniku przemian ustrojowych zakłady zostały postawione oficjalnie w stan likwidacji, natomiast jego tradycję przejął oddział, zajmujący się dotychczas produkcją sprzętu wojskowego, przekształcony w 1992 roku w przedsiębiorstwo PREXER Sp. z o.o..
Dawna Fabryka Projektorów ŁZK „PREXER”, zlokalizowana przy ul. Pomorskiej 39 w Łodzi, działała w latach 1965–1990 jako główna siedziba firmy. Historyczny budynek, mieszczący m.in. funkcjonalną salą kinową, zbudowany był w czynie społecznym, a jego najbardziej charakterystyczny element stanowi elewacja w postaci wielkoformatowej mozaiki. Po zmianach ustrojowych w kraju i idących za nimi zmianach strukturalnych firmy, budynek został sprzedany na rzecz Uniwersytetu Łódzkiego, który wraz z lokalnymi działaczami kulturalnymi przekształcił go w Miejski Punkt Kultury PREXER-UŁ. Działalność istniała do 2016 roku, kiedy budynek został sprzedany prywatnemu inwestorowi.
Współczesna siedziba spółki PREXER znajduje się przy ul. płk. Jana Kilińskiego 16 w Łodzi.

## Produkty z czasów PRL
Zakłady ŁZK w czasach PRL produkowały:
- projektory filmowe dla taśm 8 mm, 16 mm oraz 35 mm,
- rzutniki: diaskopy, episkopy i epidiaskopy. Jednymi z najpopularniejszych są: projektor obrazkowy B-2 ‘BAJKA’ (produkowany na przełomie lat 50. i 60.) i B-9 ‘ANIA’ (produkowany w latach 70. i 80.),
- kserografy z płaskimi płytami formatu A3,
- kołowrotki wędkarskie,
- maszyny do obróbki drewna: piły tarczowe, obrabiarki, tokarki i frezarki.

### Produkowanerzutniki przeźroczy(diaskopy)

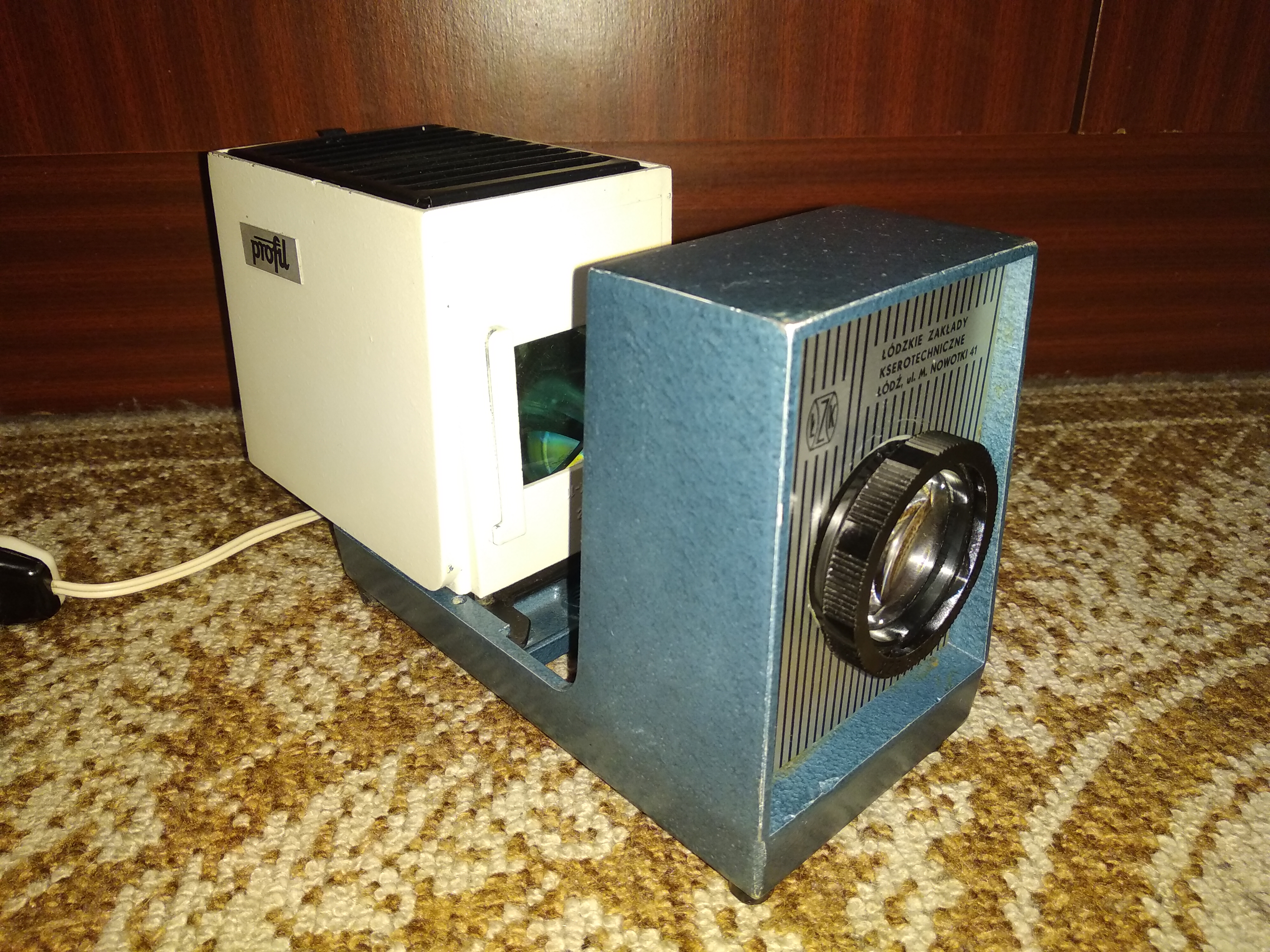
Przód rzutnika Profil

- B-2 BAJKA
- B-4 PROFIL
- B-6 JOTA
- B-7 JACEK
- B-9 ANIA
- B-10 DIAPREX
- B-11 DIAPREX
- PREXER 320
- PREXER 321
- PROFIL S
- PROFIL

### Produkowaneprojektory filmowe8 mm

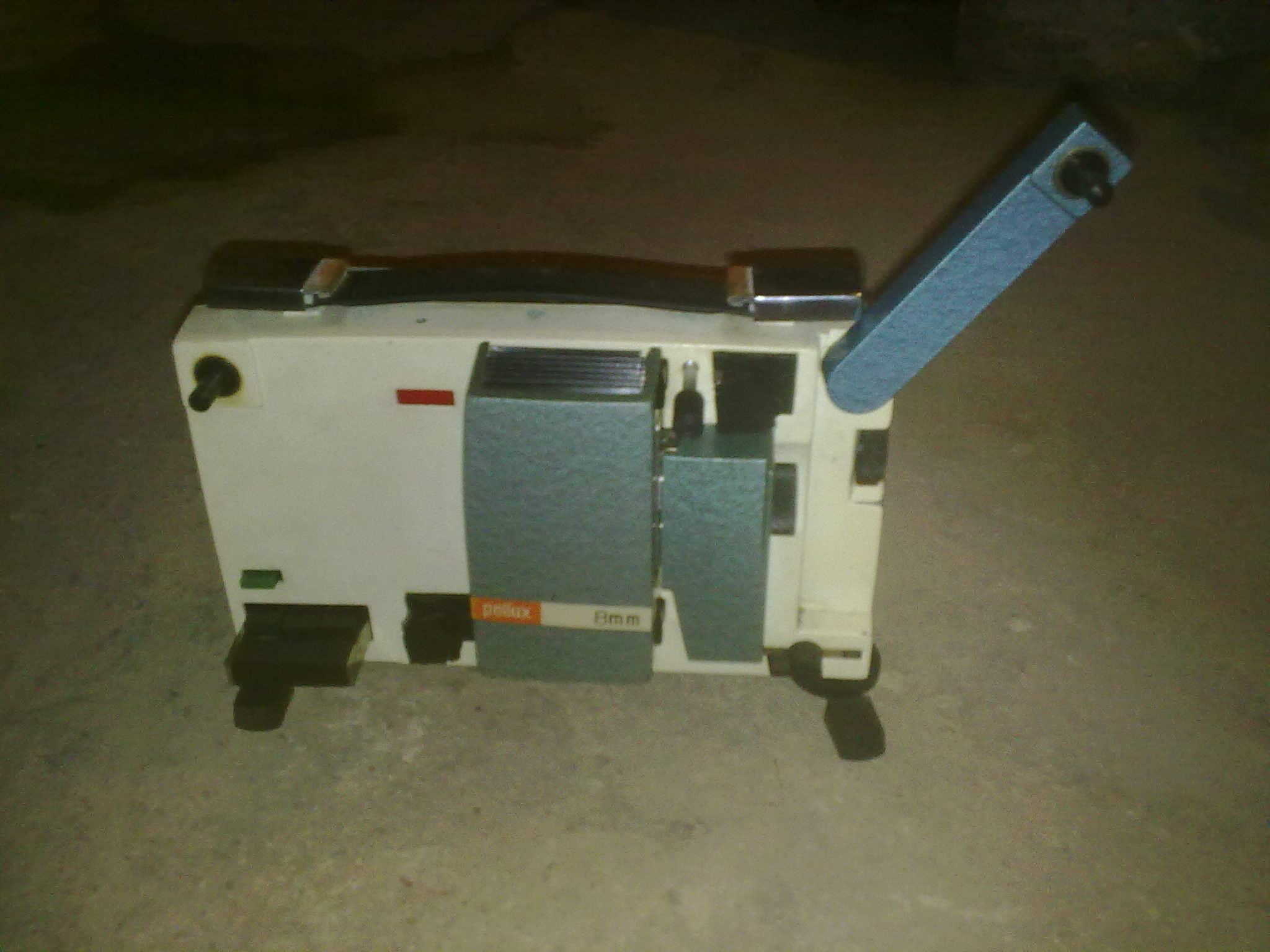
Projektor Pollux 8 mm front

- AP-31 AMATOR
- AP-31/U AMATOR
- AP-33/wersja N8 POLLUX
- AP-33/wersja S8 POLLUX
- AP-330 POLLUX-combi
- AP-34 POLLUX
- AP-35 POLLUX

### Produkowane projektory 16 mm
- AP-11
- AP-11/N
- AP-11/U
- AP-12
- AP-13
- AP-14
- AP-14M
- AP-22 ELEW

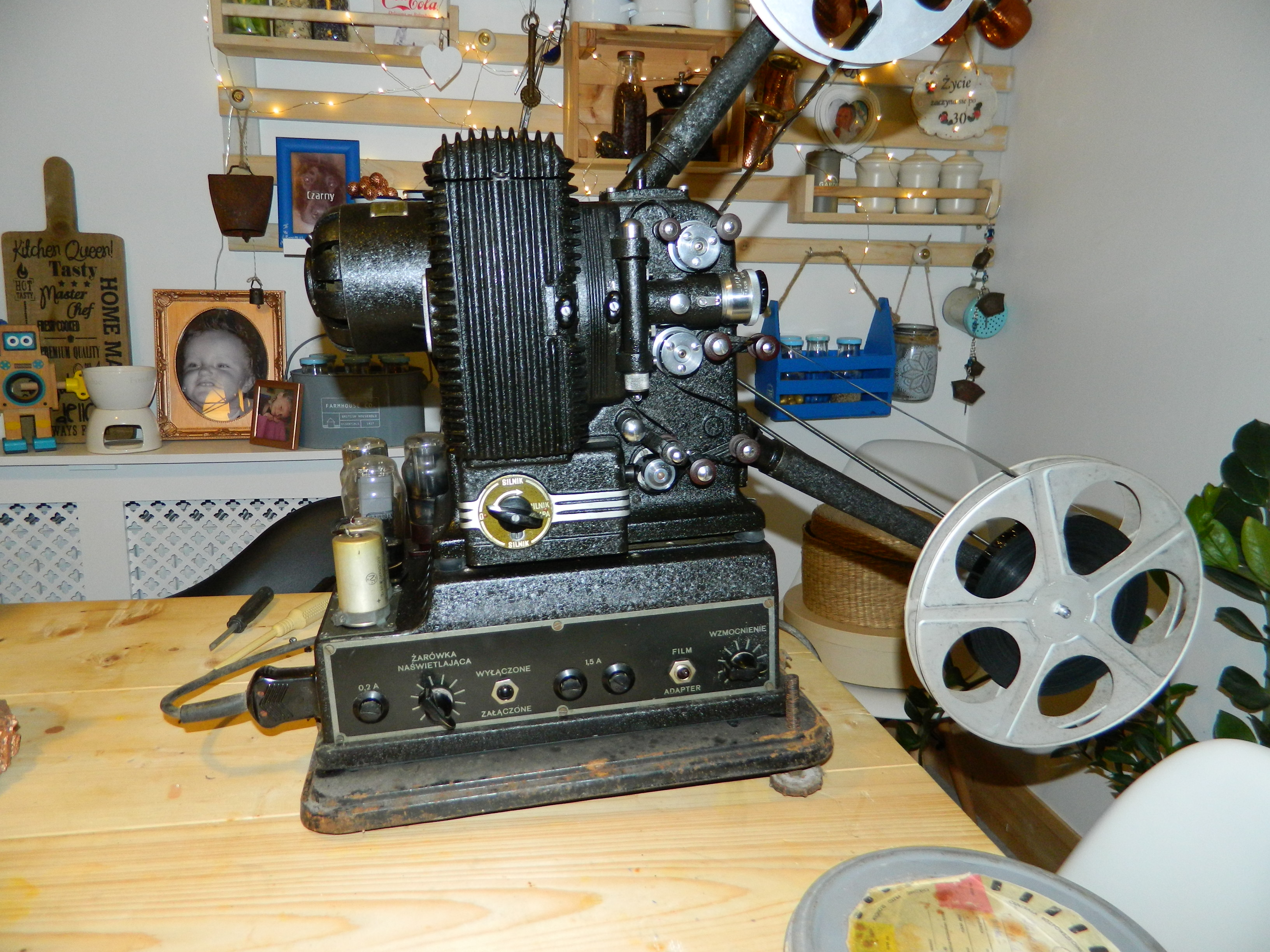
Profesjonalny aparat projekcyjny AP-621 zainstalowany w kabinie projekcyjnej kina

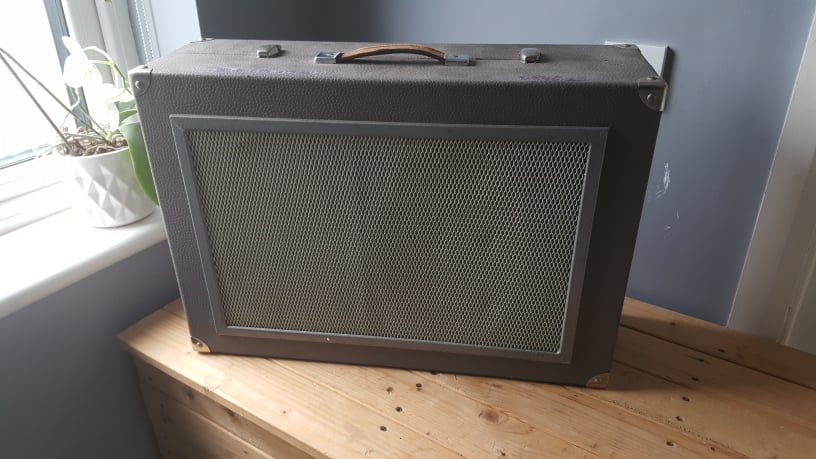
Środek skrzyni głośnikowej razem z osprzętem do AP-14

- AP-22A ELEW (wersja tranzystorowa)
- AP-22A ELEW (wersja lampowa)
- AP-23 ELEW
- AP-24T TYP-121 ELEW
- AP-25T TYP-122 ELEW
- AP-26T TYP-123 ELEW
- AP-27T TYP-127 ELEW
- AP-28T TYP-128 ELEW
- AP-40T
- AP-41T
- AP-43
- AP-44

### Produkowane projektory 35 mm (kinowe)

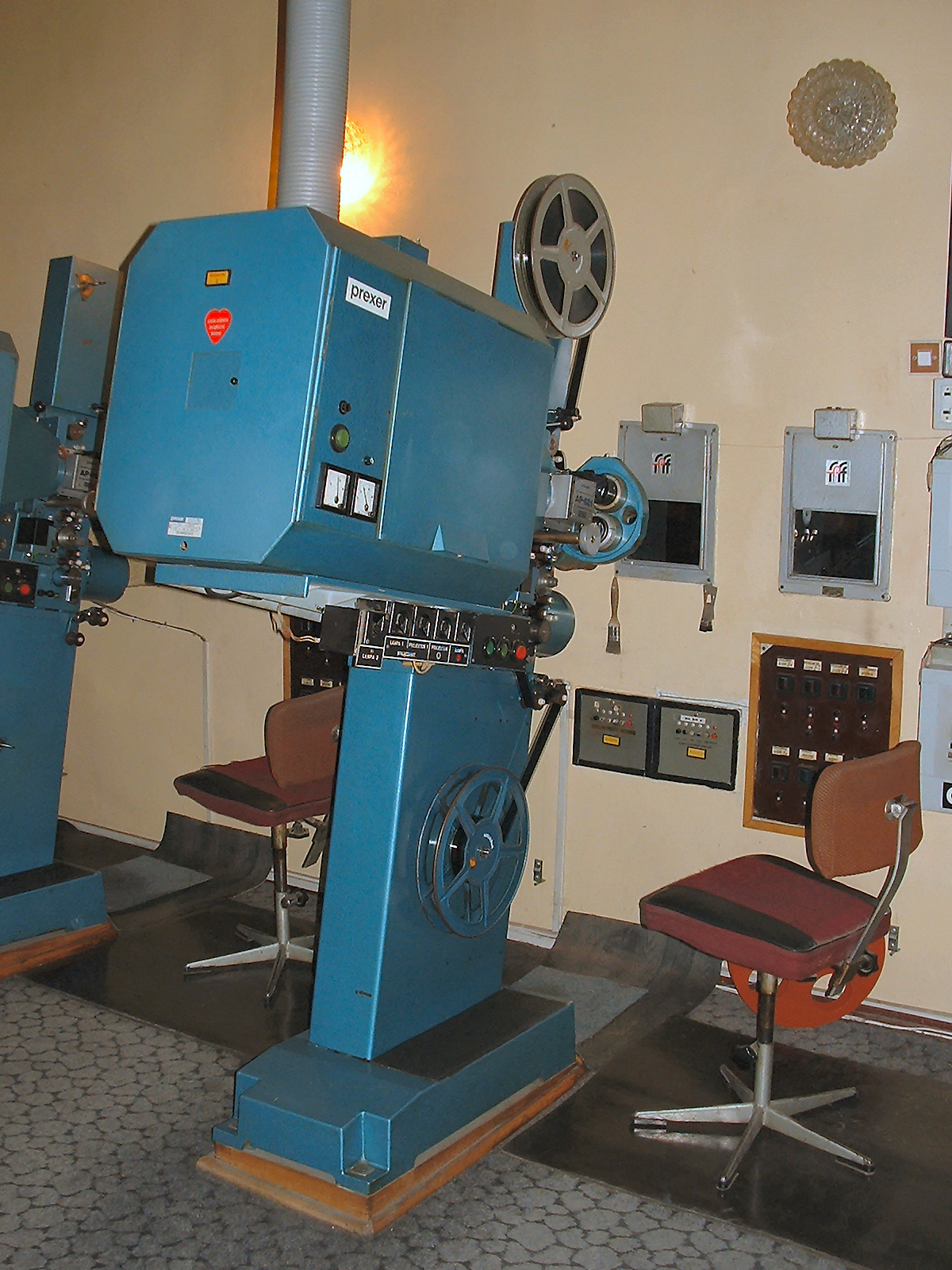
Profesjonalny aparat projekcyjny AP-621 zainstalowany w kabinie projekcyjnej kina

- AP-1 – powstały w 1948, wzorowany na Ernemann VIIB (projektor filmowy).
- AP-2
- AP-3
- AP-5 – lata 50. XX wieku. Jeden z najpopularniejszych wówczas modeli.
- AP-51 – następca projektora filmowego AP-5. Protoplasta kolejnych modeli projektorów wyposażony w lampę łukową wysokointensywną.
- AP-61 – projektor wyposażony w latarnię łukową wysokointensywną

Wprowadzenie lamp ksenonowych do kin w Polsce zapoczątkowało produkcje latarni wyposażonych w kolbę ksenonową, co zaowocowało powstaniem dwóch dodatkowych modeli na bazie już produkowanych. Czyli powstały modele AP-51x oraz AP-61x (x oznaczał latarnię ksenonową).
- AP-62 – projektor wyposażony w latarnię ksenonową i elektroniczny układ automatyzacji projekcji.
- AP-70 – do małych sal, na lampy żarowe 110 V 750/1000 W pojemność szpuli z filmem 600 m
- AP-71 – do małych sal, na lampy żarowe 110 V 750/1000 W pojemność szpuli z filmem 1800 m (projektory często stosowane na statkach morskich przystosowane do częstotliwości sieci 60 Hz przez zmianę przekładni silnika napędowego).
- AP-621 – lampa ksenonowa pionowa, elektroniczny układ automatyzacji projekcji.
- AP-621 HW – do średnich i dużych sal, na lampy halogenowe 36 V 400 W, elektroniczny układ automatyzacji projekcji.
- AP-622 – projektor do normalnych sal kinowych, lampa ksenonowa pozioma produkowany w 2 wersjach wyposażenia systemu odczytu dźwięku (układ klasyczny z żarówką naświetlającą halogenową oraz układ rewersyjnego odczytu dźwięku z zastosowaniem diody podczerwieni).
- AP-624 – ostatni produkowany przez Prexera (tylko cztery zestawy). Do innowacji, jakie zostały zastosowane w tym modelu należy wymienić: rewersyjny układ odczytu dźwięku, częstotliwość projekcji obrazu 25 kl./s, elektryczny nawijacz dolny.

### Produkowane kołowrotki wędkarskie[3]
- 1101
- 1102
- 1103
- 1104
- 1110 (kołowrotek produkowany w dwóch wersjach: krajowej i eksportowej)

## Produkty PREXER Sp. z o.o.
Obecnie zakłady PREXER istnieją nieprzerwanie od 1992 roku i jako spółka akcyjna odpowiadają za produkcję sprzętu militarnego, m.in. pistoletu WIST-94, celowników i przyrządów obserwacyjnych.